# 伸口奈氏鱈
伸口奈氏鱈，為輻鰭魚綱鱈形目鼠尾鱈科的其中一種。分布於中太平洋區的夏威夷群島海域，棲息在中水層，約水深573公尺，生活習性不明。